# Karlung av Roslagen
Karlung av Roslagen eller Sankt Karlung, var en kristen upplänning från Roden, som troligen levde på 1200-talet innan han möjligen led martyrdöden och blev korad till lokalhelgon och namngav Sankt Karlungs kyrka. Han har kallats Roslagens apostel, alltså den person som kristnade Roslagen.
Få saker är säkert kända om Karlungs gärning. Det har nämnts att han var en munk, eller en yngling från trakten som kristnats, som försökte sprida den kristna läran i trakten. Han har kopplats samman med gården Karlösa, pekats ut som en upprorsman som ledde allmogen samt en yngling som mördades av estniska hedningar.
Enligt en för helgon vanlig tradition så kunde kistan inte passera eller tas från en plats när stoftet skulle flyttas. Den var för tung eller föll av vagnen samtidigt som en källa mirakulöst sprang upp. Det skedde för Karlung vid platsen för  Karlungs kyrka. Där fanns dels en källa i kyrkan, och en utanför som kallades Karls källa, och kyrkan var en plats för vallfärd under medeltiden, och långt efter reformationen för att besvärja sjukdomar.
Karlungs reliker förvarades i ett relikskrin som ännu fanns kvar år 1635 då det avbildades av fornforskaren Johannes Haquini Rhezelius. Han beskriver också hur skrinet bars ut över åkrarna på våren för att främja god skörd. Vid en visitation av ärkesbiskopen Laurentius Paulinus Gothus några år senare noterade han att det fanns mycket spår efter katolska traditioner i kyrkan, som texten "Help Maria" i koret, "en stygg brunn" i kyrkorummet och en källa utanför kyrkan dit man offrade pengar. Därefter har skrinet försvunnit och Sankt Karlungs kyrka ligger nu i ruiner.

## Källa
- Medeltidens ABC, redaktör Carin Orrling 2001, Prisma ISBN 91-518-3926-1, Statens historiska museum, ISBN 91-89176-14-6